# Венцислав Младенов
Венцислав Георгиев Младенов е български офицер, бригаден генерал.

## Биография
Роден е на 3 декември 1951 г. във видинското село Стакевци. Завършва Висшето народно военно училище във Велико Търново. На 7 юли 2000 г. е назначен за командир на Пета механизирана бригада. На 28 април 2001 г. е удостоен с висше военно звание бригаден генерал. От 1997 до 2008 г. е командир на 5-а механизирана бригада, като на 4 май 2005 г. е преназначен на същата длъжност. На 25 април 2006 г. е назначен за командир на 5-а механизирана бригада, считано от 1 юни 2006 г. На 21 април 2008 г. е освободен от длъжността командир на 5-а механизирана бригада.